# Chloridolum punctulatum
Chloridolum punctulatum là một loài bọ cánh cứng trong họ Cerambycidae.